# Jacinta De Roeck
Hyacinta Jeanne Valerie Irma (Jacinta) De Roeck (Sint-Truiden, 31 juli 1956) is een voormalig Belgisch politica.

## Levensloop
De Roeck behaalde het diploma van geaggregeerde Frans, geschiedenis en godsdienst in het lager secundair onderwijs. Van 1978 tot 1999 gaf ze les aan een technische school in Tongeren.
Ze werd lid van Agalev, voor welke partij ze in 1997 het ambt van gemeenteraadslid in Borgloon opnam. Ze behield het mandaat tot in 2000. Ze werd in 1994 tevens lid van de werkgroep Drugspreventie in de gemeente en was van 1994 tot 1997 bestuurslid van het cultureel centrum Panishof.
In 1999 werd ze voor Agalev verkozen in de Senaat, waar ze tot 2003 als rechtstreeks gekozen senator bleef zetelen. Tegelijkertijd was ze van 1999 tot 2005 ondervoorzitter van AWEPA, een ondersteuningsinitiatief van Europese parlementsleden voor Afrikaanse parlementsleden. Daar kwam in 2000 nog het voorzitterschap van de IPW Vierde Wereld bij, die zich bezighoudt met de onderklasse in het rijke Westen en Noorden. In de Senaat specialiseerde ze zich in bio-ethische kwesties als euthanasie, palliatieve zorg en de wet op patiëntenrechten en in de gang van zaken in de psychiatrie. Ze kan beschouwd worden als andersglobaliste.
Bij de verkiezingen van 2003 werd ze niet herkozen - Agalev leed een gevoelige verkiezingsnederlaag - maar door de sp.a werd ze als gecoöpteerd senator aangesteld. Uitdrukkelijk bleef ze zich als groene uitgeven. Het partijcongres van Agalev/Groen! in november 2003 verbood echter de partijleden een politiek kartel of een anderszins politieke samenwerking aan te gaan met andere partijen, waardoor De Roeck uit de partij stapte. Ze bleef zetelen als onafhankelijke in de Senaat, naar eigen zeggen als een "sociaal-groene" senator. Ze stapte over naar de Limburgse Groenen, een provinciale afsplitsing van Groen!, waarin ook Ludo Sannen stapte, die een kartel aangingen met de sp.a. In 2004 werd ze voorzitster van de werkgroep Sahrawi, die zich bezighoudt met de problematiek rondom de Westelijke Sahara.
In maart 2007 zette ze haar handtekening onder een voordrachtslijst voor de federale verkiezingen in 2007 waardoor Lijst Dedecker als verkiesbare partij geregistreerd werd, in de hoop dat deze stemmen won die anders naar het Vlaams Belang zouden gaan. Zelf werd ze op de tiende plaats van de Senaatslijst niet herkozen, ondanks een goede persoonlijke score.
Tussen juli 2007 en einde 2009 studeerde ze Spaans in Salamanca (Spanje). In februari 2009 werd ze directeur van de Humanistisch-Vrijzinnige Vereniging (HVV) en ze verhuisde intussen naar Antwerpen. Ze bleef als vrijzinnige de ethische dossiers (onder andere euthanasie, zwangerschapsafbreking) volgen en zorgde er als directeur van HVV voor dat een uitbreiding van de euthanasiewet en de herziening van de financiering voor de levensbeschouwingen op het maatschappelijke en politieke agenda bleven staan. Samen met een aantal vrouwen startte ze de werkgroep 'Vrijzinnige Vrouwen' weer op. Op 12 oktober 2013 won ze de LEIFtime Achievement Award voor haar werk in het tot stand komen van de euthanasiewet van 2002. Zij werd tevens de initiatiefneemster en voorzitter van LEIF Antwerpen. In september 2018 nam ze samen met de stad Mechelen het initiatief om een zitdag in het Sociaal Huis te organiseren voor LEIF Mechelen. Vanaf januari 2014 ging ze zich binnen HVV vooral toeleggen op de Medische en Ethische Thematieken.
In juni 2014 werd ze adviseur voor de medisch-ethische dossiers op de studiedienst van Open Vld. Bij de Europese verkiezingen van dat jaar stond ze op de tiende plaats bij de effectieven van deze partij. Bij de provincieraadsverkiezingen van oktober 2018 stond ze op de 17de plaats van de Open Vld-kieslijst in Antwerpen. Bovendien stond ze op de stadslijst en de districtslijst Antwerpen.
De Roeck geeft als vrijwilliger lezingen en gastcolleges over euthanasie. Ze blijft ook ijveren voor de uitbreiding van de euthanasiewet voor verworven wilsonbekwaamheid waaronder ook dementie valt. 